# Vladimir Kasjanov
Vladimir Kasjanov (russisk: Влади́мир Па́влович Касья́нов) (født 12. juni 1883 i Odessa i det Russiske Kejserrige, død 24. november 1960 i Moskva i Sovjetunionen) var en russisk filminstruktør, skuespiller og manuskriptforfatter.

## Filmografi
- Drama v kabare futuristov № 13 (Драма в кабаре футуристов № 13, 1914)[1][2]